# Ptolemeu (fill de Sosibi)
Ptolemeu (en llatí Ptolemaeus, en grec antic Πτολεμαίος) era fill de Sosibi, el ministre principal de Ptolemeu IV Filopàtor.
Tenia un caràcter ambiciós que es va veure augmentat després d'un viatge a Macedònia, durant la minoria d'edat de Ptolemeu V Epífanes. Quan va tornar a Egipte va donar suport al seu germà Sosibi el Jove contra Tlepòlem, que llavors dirigia ela assumptes de l'estat, l'any 204 aC. Però finalment Tlepòlem es va imposar i va derrotar les seves intrigues, segons diu Polibi.